# Transcriptasa inversa
La transcriptasa inversa o retrotranscriptasa (RT en anglès) és el nom que es dona a un conjunt d'enzims de tipus ADN-polimerasa, que tenen com a funció sintetitzar ADN de doble cadena utilitzant com a motlle ARN monocatenari, és a dir, catalitzar la retrotranscripció o transcripció inversa. Aquests enzims es troben majoritàriament en els retrovirus. El seu nom obeeix al fet que el procés normal de la transcripció genètica, la que es pot anomenar "directa", codifica l'ARN a partir de la seqüència inicial d'ADN, i no al revés.
En la biologia molecular i la bioquímica, la transcriptasa inversa, també coneguda com a ADN polimerasa depenent d'ARN, és un enzim ADN polimerasa que transcriu una sola cadena d'ARN en una sola cadena d'ADN. També ajuda en la formació d'una doble hèlix d'ADN una vegada que l'ARN ha experimentat una transcripció inversa en una sola cadena de cDNA. La transcripció inversa implica la síntesi d'ADN a partir de l'ARN.

## Història
La transcriptasa inversa va ser descoberta per Howard Temin a la Universitat de Wisconsin-Madison, i de forma independent per David Baltimore el 1970 al MIT. A l’any 1975 es va concedir el Premi Nobel de Medicina i Fisiologia a Howard Temin i David Baltimore pels “seus descobriments sobre la interacció entre els virus tumorals i el material genètic de la cèl·lula”. Entre els anys 1960 i 1970, els investigadors en qüestió van portar a terme un seguit d’estudis que van portar al descobriment de la transcriptasa inversa. L'enzim que pot transcriure ARN en ADN.
El descobriment de la transcriptasa inversa va significar en el seu moment la violació del “dogma central de la biologia molecular”. Aquest es basava en els estudis realitzats entre els anys 40 i 60, els quals van demostrar que la informació es trobava en l’ADN, es transcrivia en ARN missatger i aquest era desxifrat pels ribosomes a les proteïnes. Aquesta troballa que significava l'excepció de la regla, va suposar en els anys posteriors els següents descobriments:
- VIH-1 de la transcriptasa inversa d'humans de tipus virus de la immunodeficiència 1 (AP 1HMV).
- M-MLV transcriptasa inversa del virus de la leucèmia murina Moloney.
- La transcriptasa inversa AMV del virus de la mieloblastosisaviària.
- La telomerasa transcriptasa inversa que manté els telòmers dels cromosomes eucariotes.

## Estructura
Les ADN polimerases conegudes tenen una estructura molt conservada, el que significa que les seves subunitats catalítiques globals varien molt poc d'espècie a espècie, independentment de les seves estructures de domini. La conservació d’aquestes estructures indica funcions importants i insubstituïbles de la cèl·lula, el manteniment de les quals proporciona avantatges evolutius.
La transcriptasa inversa és un conjunt d’enzims que actua com a ADN polimerasa en els retrovirus.
Aquests virus consisteixen d’un genoma d’ARN que es troba dins d’un embolcall de proteïnes i lípids. El genoma dels retrovirus es compon de tres gens: el antigèn específic del grup (gag), el gen de la polimerasa (pol) i el gen de l'embolcall (env). El gen de la polimerasa codifica els tres enzims (proteasa, transcriptasa inversa i integrasa) que catalitzen els passos de la infecció retrovírica. 

## Funció en organismes vírics
Els gens de tots els organismes cel·lulars estan composts per àcids desoxiribonucleics, o ADN. Una part del conjunt de virus estudiats – microorganismes no cel·lulars, essencialment elements genètics encapsulats en cobertes proteiques que per al seu desenvolupament i replicació han de créixer en una cèl·lula – també tenen genomes d’ADN, pero n’existeixen altres que posseeixen el material genètic en forma de ARN.
En el cas dels retrovirus, la informació gènica flueix de la configuració d’ARN a ADN en lloc de la direcció oposada. Dins d’aquest grup trobem el HIV-1 *, virus causant del Sindrome d'Immunodeficiència Adquirida (SIDA), una pandèmia que des del seu inici ha afectat a 78 milions de persones i ha rpovocat la mort. És per aquest motiu que l'estudi i coneixement dels retrovirus és de vital importancia en termes de salut pública i desenvolupament humà, especialment en zones especialment sensibles com l'Àfrica o el sud-est asiàtic.
La taxa d’error de la retrotranscriptasa és notablement elevada: fins a 5 errors per genoma (en el VIH, amb 9000 parells de bases). D’aquesta manera els retrovirus evolucionen ràpidament i es poden generar diferents soques de virus durant l’infecció d’un mateix individu i afavorir una pitjor resposta immunitària.

### Procés de transcripció del genoma del VIH
Els retrovirus posseeixen un ARN de cadena positiva (actuen com a ARNm: s’addereixen a ribosomes i inicien la síntesi de proteïnes) però al contrari que altres tipus de virus com els picornavirus, togavirus, flavivirus, calcivirus i coronavirus – els quals a part d’ADN + disposen d’un patró d’ADN que utilitzen per a la duplicació – i perquè a les cèl·lules infectades els manca un sistema enzimàtic per a replicar aquest ARN, els virus hi codifiquen ARN polimerases dependents de ARN (replicases i transcriptases). Aquestes han de ser forçosament sintetitzades molt poc després de la perdua de l'envoltura nuclear durant la divisió cel·lular, ja que, degut a la ràpida degradació del ARN víric, la infecció es veuria en risc de suspendre’s.
Al seu virió s’hi troben dos copies del genoma, dues molècules d'ARNt que seran utilitzades com a encebadors per la síntesi d’ADN complementari (ADNc) i una ADN-polimerasa depenent d’ARN: la transcriptasa inversa. El ARNt s’utilitza per sintetitzar al citoplasma de la cèl·lula infectada (o hoste) una copia del genoma en forma de ADNc circular. Aquest viatjarà en direcció al nucli on s’integrarà en la cromatina. Els promotors del extrem d’aquest genoma integrat, afavoriran la transcripció del mateix. El producte d’aquesta transcripció ja realitzada per la mateixa cèl·lula infectada (confonent el ADNc amb genoma viric amb el mateix genoma de cèl·lula sana) serà una cadena ARN amb el genoma de la nova generació vírica. 

#### Activitat de la retrotranscriptasa
Quan el genoma víric s’ha alliberat al citoplasma de la cèl·lula hoste, l'enzim inicia el ràpid procès de replicació:
1. La transcriptasa inversa utilitza el ADNt del virió com a encebador per sintetitzar una cadena nova d’ADNc de cadena negativa (motlle)
2. Posteriorment, anàlogament a les ribonucleases H, la retrotranscriptasa degrada la practica totalitat del genoma ARN i sintetitza, a partir del motlle d’ADNc, una cadena positiva d’ADN.
3. Durant la síntesi d’ADN, es dupliquen les seqüències de cada extrem del genoma – U3 i U5 – introduint el que es coneix com a Long Terminal Repeat (LTR), creant d’aquesta manera una seqüència que permeti la posterior integració a la cromatina.[3]

Conseqüentment s’acaba obtenint una copia d’ADN del genoma de major longitud que el ARN original.
La taxa d’error de la retrotranscriptasa és notablement elevada: fins a 5 errors per genoma (en el VIH, amb 9000 parells de bases). D’aquesta manera els retrovirus evolucionen ràpidament i es poden generar diferents soques de virus durant la infecció d’un mateix individu i afavorir una pitjor resposta immunitària.

## Malalties relacionades

### Tumors
El retransposó LINE-1 és el transposó mes abundant en l'esser humà. S’estima que té unes 500.000 còpies que representen un 17% del genoma humà.
La transcriptasa inversa codificada en el LINE-1 fa possible el procés de transposició del LINE-1. És més, evidències recents han demostrat que la transcriptasa inversa del LINE-1 té un paper molt important en l'aparició dels tumors en els éssers humans (tumorigènesi). Això ha sigut un descobriment que ha permès la creació d’inhibidors del LINE-1 que tenen com a objectiu la inhibició de la progressió del tumor entre d'altres.
S’ha arribat a la conclusió que la transcriptasa inversa influeix en la tumorigènesi formant el perfil transcriptòmic de l’ARN no codificant.

### VIH
Des de fa molts anys s’intenta arribar a una cura del VIH. Però, fins avui dia, nomes tenim inhibidors del virus del VIH que no curen totalment la malaltia, però aconsegueixen mitigar els efectes del VIH. Els inhibidors del VIH, en concret el Nucleoside Reverse Transcriptase Inhibitor (NRTI) tenen la funció d´inhibir la transcriptasa inversa del VIH que és essencial per la seva replicació dins de la cèl·lula hoste. El funcionament del inhibidor es el següent:
Com son molècules anàlogues dels desoxinucleòtids necessaris per sintetitzar el ADN viral, competeixen amb els desoxinucleòtids naturals per a la incorporació en la cadena del ADN viral.
Malgrat les seves similituds, els NRTIs tenen una característica que els diferencia dels desoxinucleòtids naturals. Els NRTIs els falta el grup 3’hidroxil en la fracció de la desoxiribosa.
Per tant, després de la incorporació del NRTI, el següent desoxinucleòtid no pot formar un enllaç fosfodièster 5’-3’, enllaç que és necessari per estendre la cadena d’ADN. Llavors, cada vegada que un NRTI es incorporat, el procés de extensió de la cadena de ADN s’atura. Aquest fet s’anomena terminació de la cadena.
Tots els NRTIs estan classificats com com inhibidors competidors de substrat.

## RT en els humans - Telomerasa
La transcriptasa inversa també es troba naturalment en les cèl·lules eucariotes i en els humans, però s’hi troba de forma associada a un component ribonucleotídic. Aquest complex és un enzim i rep el nom de telomerasa. Té la funció d’afegir la seqüència ‘TTAGGG’ a les regions del telòmer, repetidament fins a 1000 vegades per regió, per tal d’oferir una protecció en front a una possible degradació enzimàtica. Ho fa cada cop que es divideix la cèl·lula, ja que durant la divisió cel·lular s’escurcen els telòmers. Té doncs també una funció homeostàtica i de control de proliferació cel·lular.
La telomerasa té 3 components diferents:
- La molècula d’ARN (TERC), codificant per la seqüència TTAGGG.

- La part de la transcriptasa inversa, anomenada telomerase reverse transcriptase (TERT) és la unitat catalítica que acompanyada de la molècula d'ARN podrà transcriure’l en la seqüència ADN que anirà a parar als telòmers.

- La disquerina (DKC1).

### hTERT

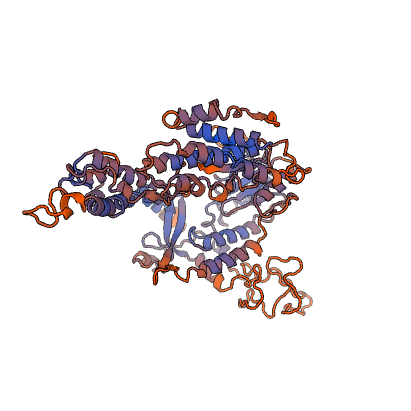
Diagrama de cintes hTERT

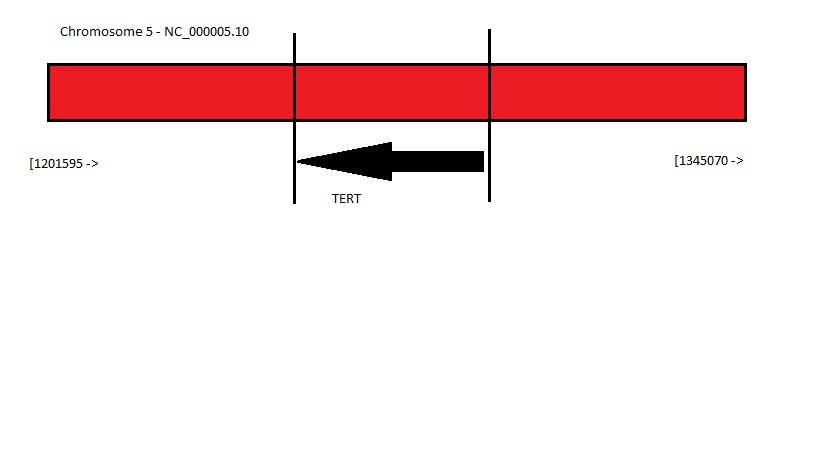
Localització seqüència hTERT

La telomerasa de transcriptasa inversa humana (en anglès hTERT) és traduïda en una proteïna de 1132 aminoàcids. Els gens codificants per aquesta es troben en el cinquè cromosoma (pos 5p15.33).
Té la funció de catàlisi del procés de transcripció inversa, en els telòmers, durant la divisió cel·lular.
Si bé se suposa que totes les cèl·lules presenten aquesta proteïna degut a la seva essencial funció, avui dia se sap que només té un paper rellevant en les cel·lules que requereixen un alt rang de divisions, com poden ser: les cèl·lules canceroses, els limfòcits, els espermatozous, cel·lules del teixit medul·lar i fins i tot epitelials d'intestí.